# BlueLeaks

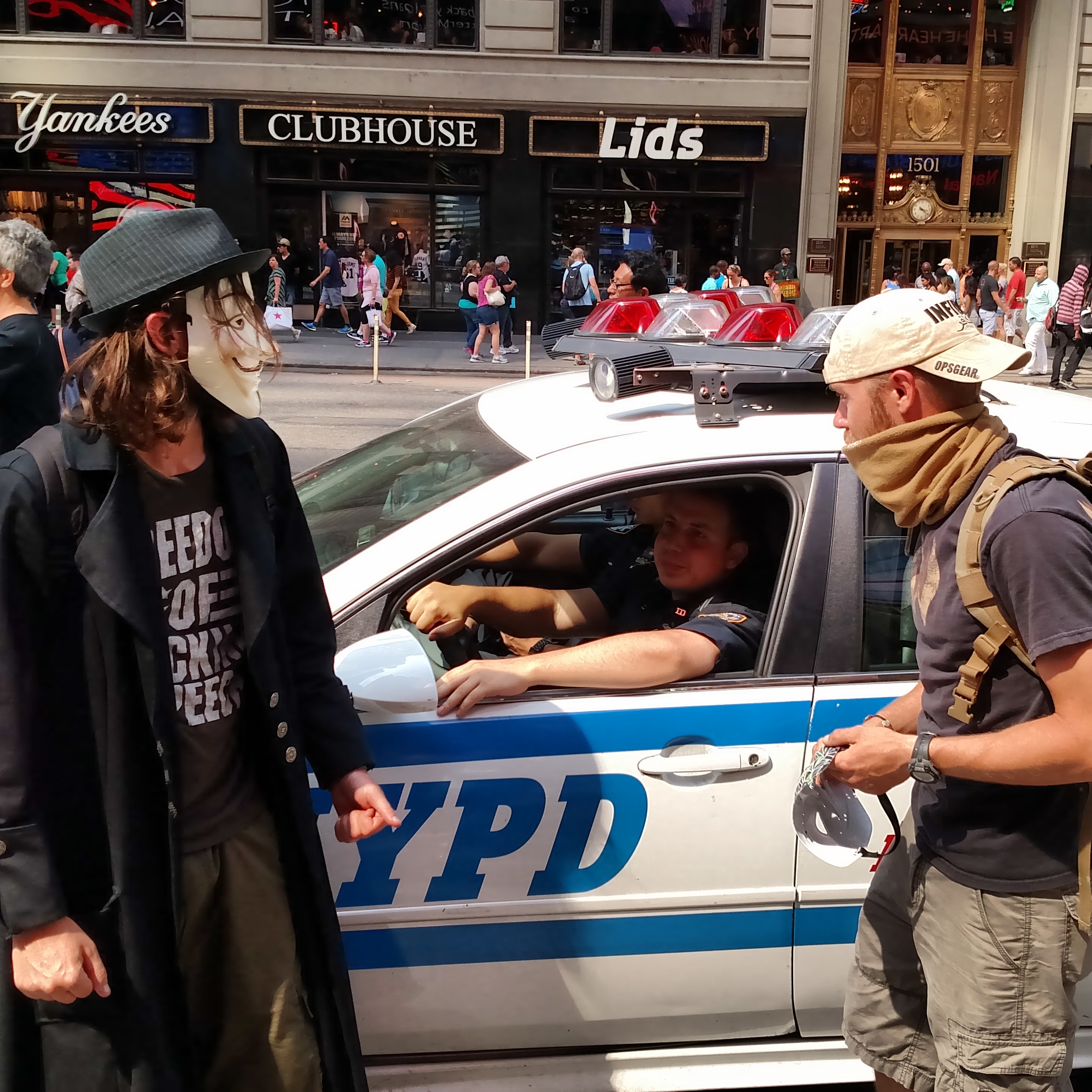
Prise de parole de membres d'Anonymous, Times Square.

Les BlueLeaks désignent un ensemble de données publiées dans le Web à partir du 19 juin 2020 par le collectif Distributed Denial of Secrets (DDoSecrets) qui milite pour la transparence. L'ensemble, qui pèse 269 Go, comprend plus d'un million de fichiers du gouvernement américain et, pour la majorité, concerne les forces de police américaine.

## Histoire
Le piratage à l'origine des BlueLeaks est revendiqué par un individu qui se présente sous le pseudonyme de « Capital A Anonymous », allusion au réputé groupe Anonymous, dont l'action n'est pas centralisée par une autorité commune,. 
Les fichiers auraient été piratés d'un site maintenu par une société de Houston offrant ses services à plus d'une centaine de corps policiers à travers les États-Unis. Parmi les fichiers se trouveraient des documents, des vidéos, des courriels, des fichiers audio, des manuels d'entraînement, des alertes auprès des forces de l'ordre. 
Au début juillet 2020, la police allemande prend possession du serveur principal servant à distribuer les fichiers.
À la fin septembre 2020, la Gendarmerie royale du Canada (GRC) admet que ces données comprennent des dossiers issus de ses services et indique que cette fuite concerne 38 corps policiers canadiens. Leur présence s'explique par la collaboration des forces de l'ordre américaines et canadiennes, ce qui exige l'échange de dossiers administratifs. La GRC indique que les « données divulguées étaient généralement liées à la formation, à l'administration et au matériel non classifié qui est de nature non sensible ». Toutefois, le Commissariat à la protection de la vie privée du Canada exprime une inquiétude plus élevée.